# Czerwonków (przystanek kolejowy)
Czerwonków – przystanek kolejowy położony we wsi Czerwonków.

## Historia
Przystanek Czerwonków przed 1945 nosił nazwę Schirmke. Do 1991 istniała stacja pasażerska i odbywał się ruch towarowy i pasażerski, po 1991 linia została zamknięta.

## Informacje
Na terenie stacji zachował się skrajnik.